# مسجد هادوم
مسجد هادوم (انگلیسی: Hadum Mosque) در جاکوویسا، کوزوو در آخرین دهه از قرن شانزدهم، (۱۵۹۴–۱۵۹۵) ساخته شده و توسط هادوم سلیمان افندی - هادوم آقا، تأمین مالی شد که مسجد به نام اوست. این مسجد در ملک Jakë Vula ساخته شده‌است و در بازار قدیمی واقع شده‌است. بنایی مستطیل شکل و گنبدی پوشیده، به اشکال کلاسیک مسجد به سبک اسلامی-کوزووایی تعلق دارد. در اطراف مسجد مقبره‌هایی با تزئینات مجسمه‌سازی شده و مصرع‌هایی به زبان قدیمی عثمانی حک شده‌است. این مقبره‌ها به خانواده‌های مورد احترام در گاکاووا تعلق داشتند. قبلاً «همام» وجود داشت اما در طول جنگ جهانی دوم تخریب شد. ورودی‌ها با نقاشی‌های گل، اشکال هندسی، استناد به قرآن و عبارات عربی پوشانده شده‌است. در سال ۱۹۹۹، مجموعه اطراف آن به آتش کشیده شد و فقط مسجد و مناره به همراه برخی از نقوش اسلیمی آسیب دیده باقی ماندند.